# Synagoge (Casale Monferrato)

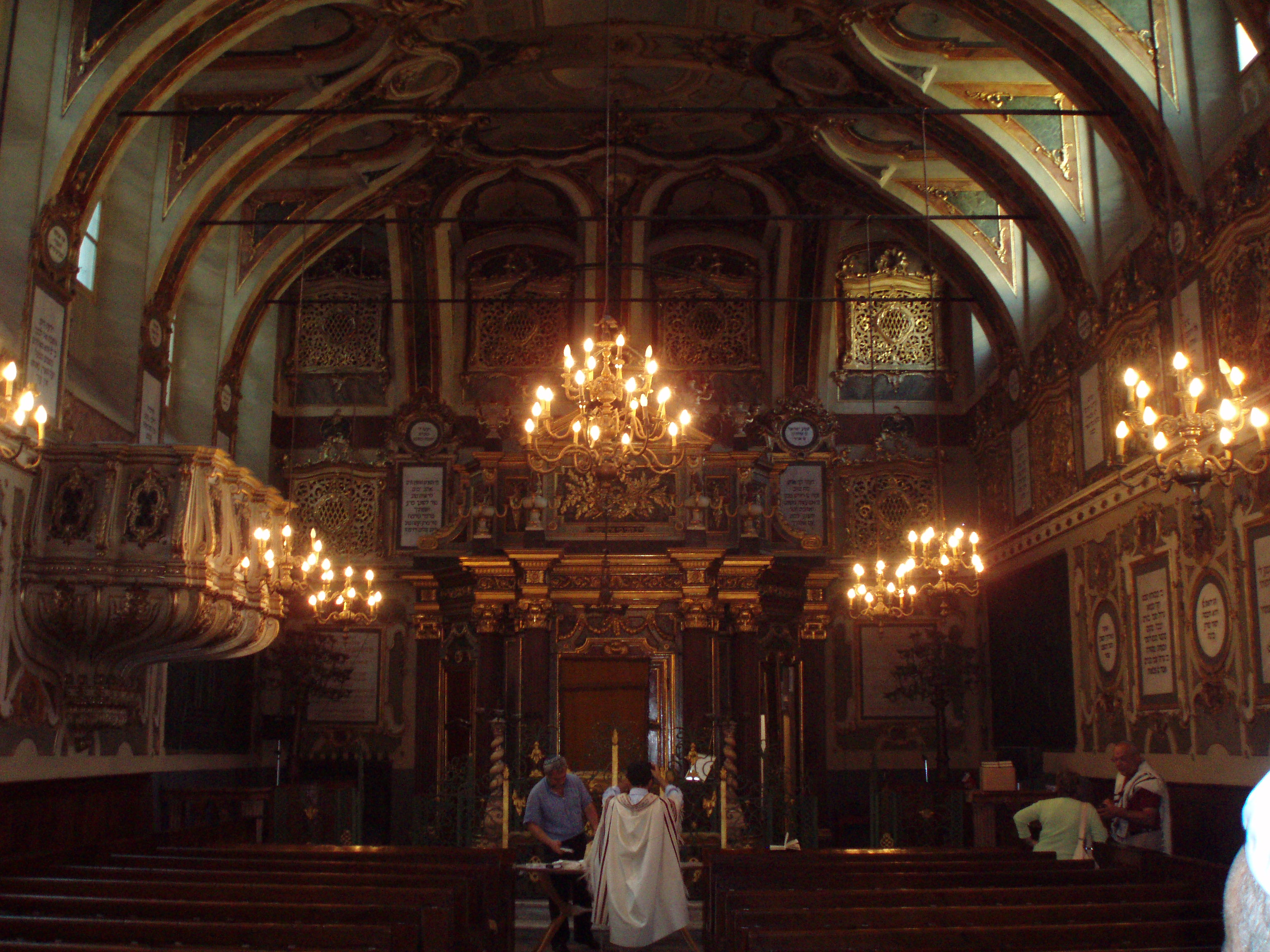
Innenansicht der Synagoge in Casale Monferrato

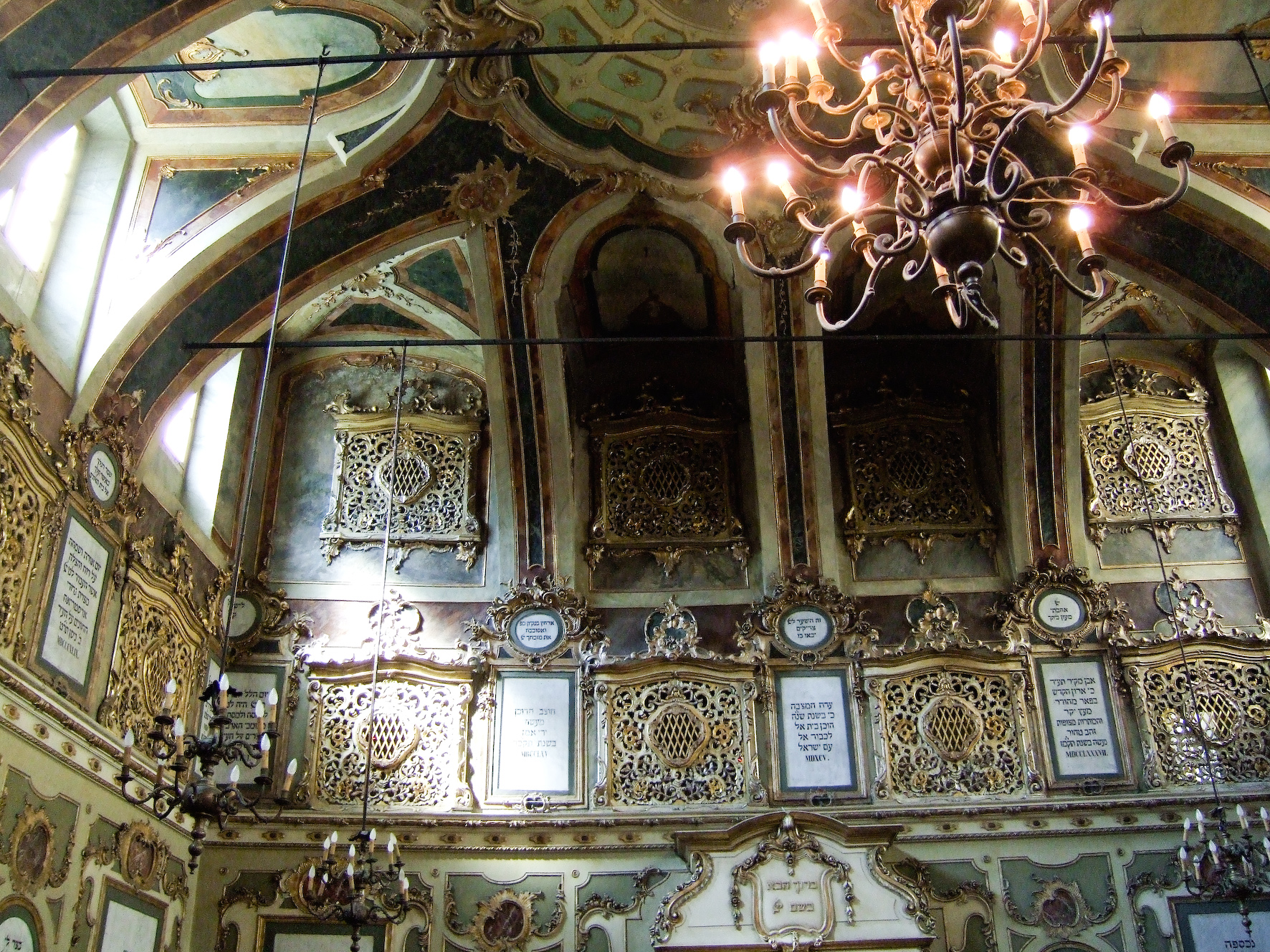
Innenansicht der Synagoge in Casale Monferrato

Die Synagoge in Casale Monferrato, einer Stadt in der italienischen Region Piemont, wurde 1595 erbaut. Die Synagoge befindet sich im Vicolo Salmone Olper.

## Geschichte
Die jüdische Gemeinde Casale Monferrato war über Jahrhunderte eine große und wohlhabende jüdische Gemeinde, weshalb sie diese bis heute noch für den Gottesdienst genutzte prächtige Synagoge bauen konnte. Die im barocken Stil errichtete Synagoge besitzt einen monumentalen Toraschrein. Auf beiden Seiten des Toraschreins befinden sich große Stuckarbeiten, die Jerusalem und eine andere nicht identifizierbare Stadt darstellen. An den Wänden sind viele hebräische Inschriften, die sich unter anderem mit der Geschichte der Synagoge befassen.
Im Jahr 1866 wurde die Synagoge vergrößert und umfassend renoviert. Eine Kanzel wurde erbaut und die Frauenemporen erweitert.

## Museum
Auf den Frauenemporen befindet sich eine Dauerausstellung zur Kultur und Geschichte des Judentums in Italien.